# Tomie
Tomie (富江) é uma série de mangá japonesa escrita e ilustrada por Junji Ito. É a primeira obra de Ito publicada na revista de mangá shōjo em 1987, onde venceu o prémio Kazuo Umezu. No Brasil, a série foi publicada pela editora Pipoca & Nanquim em fevereiro de 2021.
O mangá foi adaptado para uma série de oito filmes de imagem real, e uma série antológica de televisão lançada em 1999.

## Publicação
O mangá foi publicado pela editora Asahi Sonorama no formato de série na revista de mangá Monthly Halloween entre 1987 e 2000. O mangá teve um volume encadernado intitulado Tomie no kyōfu gaka (富江の恐怖 画家), que foi publicado em fevereiro de 1996. Foram reunidos dois volumes na série Junji Ito Kyōfu Manga (伊藤潤二恐怖マンガ Collection). A editora Asahi Sonorama publicou um volume coletivo em fevereiro de 2000, sob o título de Tomie Zen (富江 (全)). A editora ComicsOne publicou os dois volumes nos Estados Unidos a 1 de abril de 2001.
A segunda série intitulada Atarashī Tomie (新しい富江) foi publicada no formato de série na Nemuki e reunida num único volume encadernado sob o título de Tomie Again: Tomie Part 3 (富江Again―富江 Part3), que foi publicado em março de 2001. Tomie foi republicada dentro da série Junji Ito Kyōfu Hakubutsukan (伊藤潤二恐怖博物館). Esta versão também foi publicada em dois volumes com a inclusão dos capítulos publicados originalmente em Tomie Again. A editora Dark Horse Comics foi responsável por publicar esta versão em língua inglesa.
Asahi Sonorama republicou novamente o mangá em dois volumes, como parte de Junji Ito Kessaku-shū (伊藤潤二傑作集, Itō Junji Kessaku-shū) a 20 de janeiro de 2011.
A 26 de março de 2016, a editora Viz Media comprou os direitos de publicação da série. No Brasil, os dois volumes foram publicados pela editora Pipoca & Nanquim entre fevereiro e março de 2021.
Junji Ito Kyōfu Manga
| - 01.Tomie (富江) - 02.Shashin (写真) - 03.Seppun (接吻) | - 04.Yashiki (屋敷) - 05.Fukushū (復讐) - 06.Takitsubo (滝壺) |

| - 07.Tomie Part 2 (富江PART.2) - 08.Chikashitsu (地下室) - 09.Gaka (画家) | - 10.Ansatsu (暗殺) - 11.Mōhatsu (毛髪) - 12.Yōjo (養女) |

Tomie Again
| N.º | Data de lançamento                                                                                                | ISBN          |
| --- | --- | ------------- |
| 1 | Março de 2001 | 4-257-90430-5 |
| \| - 01.Koyubi (小指) - 02.Shōnen (少年) - 03.Moromi (もろみ) - 04.Babysitter (ベビーシッター, Bebīshittā) \| - 05.Aru shūdan (ある集団) - 06.Tōrima (通り魔) - 07.Top Model (トップモデル, Toppu moderu) - 08.Rō Miniku (老醜) \| | |               |
| - 01.Koyubi (小指) - 02.Shōnen (少年) - 03.Moromi (もろみ) - 04.Babysitter (ベビーシッター, Bebīshittā) | - 05.Aru shūdan (ある集団) - 06.Tōrima (通り魔) - 07.Top Model (トップモデル, Toppu moderu) - 08.Rō Miniku (老醜) |               |

Republicação
| - 01.Tomie (富江) - 02.Tomie Part 2 (富江PART.2) - 03.Chikashitsu (地下室) - 04.Shashin (写真) - 05.Yashiki (屋敷) | - 06.Seppun (接吻) - 07.Fukushū (復讐) - 08.Takitsubo (滝壺) - 09.Gaka (画家) |

| - 10.Ansatsu (暗殺) - 11.Mōhatsu (毛髪) - 12.Yōjo (養女) - 13.Koyubi (小指) - 14.Shōnen (少年) - 15.Moromi (もろみ) | - 16.Babysitter (ベビーシッター) - 17.Aru shūdan (ある集団) - 18.Tōrima (通り魔) - 19.Top Model (トップモデル) - 20.Rōshū (老醜) |

## Adaptações
Tomie foi adaptada para uma série de oito filmes de terror japoneses lançados entre 1999 e 2011. Foram adaptados dois episódios na série de animé Junji Ito Collection.
Em julho de 2019, foi anunciado que o cineasta francês Alexandre Aja estaria a adaptar uma série de televisão digital de Tomie para a plataforma Quibi, em conjunto com a Sony Pictures Television e a Universal Content Productions, com David Leslie Johnson-McGoldrick como argumentista e produtor executivo e Hiroki Shirota como coprodutor. Em julho de 2020, Adeline Rudolph foi escolhido para atuar na série. Em outubro de 2020, foi divulgado que a Quibi fecharia a 1 de dezembro de 2020, deixando o destino da série em questão.

## Recepção
Em 1989, Junji Ito venceu o prémio Kazuo Umezu pela sua obra Tomie.